# Ahmad Lutfi as-Sajjid

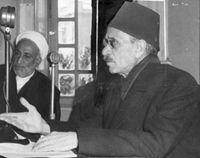

Ahmad Lutfi as-Sajjid (ur. 15 stycznia 1872 w Dżurajn, zm. 5 marca 1963) – egipski intelektualista, jeden z ideologów kształtującego się egipskiego ruchu narodowego.

## Życiorys
Pochodził z zamożnej rodziny z delty Nilu; jego ojciec był umdą (naczelnikiem) wsi. Edukację podstawową przyszły działaczy polityczny odebrał w miejscowej szkole koranicznej, po czym kontynuował naukę w państwowej szkole w Mansurze i na studiach prawniczych w szkole kedywa w Kairze. Będąc studentem, podjął również pracę w piśmie "al-Muajjad", dla którego tłumaczył teksty z prasy zagranicznej. Był również zatrudniony jako korektor w czasopiśmie "al-Ustaz" i publikował w prawniczym piśmie "at-Taszri". Jego poglądy rozwijały się początkowo pod wpływem Muhammada Abduha.
Podczas studiów, dzięki nawiązanym znajomościom trafił do salonu politycznego Latifa Salima, gdzie poznał Mustafę Kamila i wstąpił do utworzonej z jego udziałem tajnej Partii Nacjonalistycznej. Po ukończeniu studiów podjął pracę w ministerstwie sprawiedliwości. Przez kilka lat, pracując w administracji egipskiej, podróżował po kraju, co pozwoliło mu dokonać obserwacji o istotnym wpływie na kształtowanie się jego światopoglądu.
W 1897 wyjechał do Szwajcarii w sprawach związanych z Partią Nacjonalistyczną. Za granicą spotkał ponownie Muhammada Abduha. Pod wpływem tego spotkania zerwał ze środowiskiem skupionym wokół Mustafy Kamila. Do 1905 pozostawał urzędnikiem państwowym, następnie założył własną gazetę al-Dżarida i Partię Narodu. Pismo to oraz partię tworzyły osoby ze środowiska wielkich właścicieli ziemskich. Po ogłoszeniu Egiptu protektoratem Wielkiej Brytanii Lutfi as-Sajjid porzucił aktywność polityczną (jedynie w 1919 brał udział w próbach uzyskania przez Egipt niepodległości) i zajmował się odtąd pracą naukową. Publikował na tematy historyczne i filozoficzne.

## Poglądy
Erudyta, obok klasycznych autorów arabskich znał teksty Woltera, Rousseau, Milla, Durkheima, Spencera, Locke'a, Comte'a, Tołstoja, przetłumaczył Etykę nikomachejską Arystotelesa na język arabski. Jego światopogląd był syntezą liberalnego, gotowego do reform islamu oraz współczesnej filozofii europejskiej. Znacząco odszedł od myśli Muhammada Abduha, za ucznia którego jest uważany. W odróżnieniu od Abduha nie traktuje religii jako czynnika narodowotwórczego, uznając ją za sprawę prywatną.
Centralnym przedmiotem jego refleksji politycznej była sprawa niepodległości Egiptu i jej utraty. W odróżnieniu od Mustafy Kamila i Muhammada Farida uważał uzależnienie kraju od obcych potęg wyłącznie za efekt "egipskiego charakteru narodowego". Tylko jego zmiana umożliwiała jego zdaniem skuteczną walkę o niezależność. Stanowczo sprzeciwiał się panislamizmowi, w którym widział zagrożenie dla samodzielności Egipcjan, z podobnych powodów krytykował także panarabizm. W panislamizmie widział ruch wytworzony sztucznie przez Brytyjczyków w celu utrwalania swojego panowania w regionie. Negatywnie odnosił się również do osmanizmu i w odróżnieniu od Kamila nie uważał Turcji za możliwego sojusznika egipskich aspiracji narodowych.
Zafascynowany demokracją i rządami konstytucyjnymi, cenił dorobek cywilizacyjny Wielkiej Brytanii, chociaż krytykował sposób rządzenia przez nich Egiptem. Postulował długofalowe, stopniowe reformy, które nauczyłyby również Egipcjan takiego organizowania życia politycznego, podkreślał znaczenie edukacji w procesie przemian społecznych. Opowiadał się za tworzeniem odrębnych szkół średnich przygotowujących do pracy w rolnictwie lub w rzemiośle oraz szkół wyższych dla urzędniczej elity. Uważał, że egipski ruch narodowy powinien współpracować z Brytyjczykami i nie dążyć do natychmiastowego usunięcia ich z kraju. Twierdził bowiem, że pewne liberalne reformy mogą zostać wdrożone tylko przez rządy pochodzenia europejskiego, a i tak przyniosą one korzyść Egiptowi. Opowiadał się za ostrożną emancypacją kobiet i unowocześnieniem języka arabskiego.